# John Wood (explorateur)
Pour les articles homonymes, voir John Wood et Wood.
John Wood, né en 1812 à Perth en Écosse et mort le 14 novembre 1871 en Grande-Bretagne, est un officier naval de la British Indian Navy, cartographe et explorateur principalement connu pour ses expéditions en Asie centrale. Il est le troisième Européen à traverser le Pamir après Marco Polo en 1273-1274 et Bento de Góis en 1603. C'est lui qui rapporte le qualificatif de « toit du monde » pour ce massif.

## Biographie
Il est connu pour avoir exploré la rivière de Kaboul et avoir traversé la chaîne de l'Hindou Kouch.